# Спенсер, Джон (лорд-мэр Лондона)
Сэр Джон Спенсер (англ. Sir John Spencer; умер в 1610) — английский коммерсант, лорд-мэр Лондона в 1594—1595 годах, посвящённый в рыцари. Сколотил на морской торговле огромное состояние, которое перешло к его зятю Уильяму Комптону, 1-му графу Нортгемптону.

## Биография
Джон Спенсер родился в Уолдингфилде (Суффолк) в семье Ричарда Спенсера. Он переехал в Лондон и занялся коммерцией, причём добился выдающихся успехов, за которые его прозвали «Богатый Спенсер». Этот купец вёл масштабную торговлю с Испанией, Турцией и Венецией, в 1591 году его обвиняли в монополизации торговли с Триполи. Один из источников рассказывает, что группа пиратов из Дюнкерка планировала похитить Спенсера на пути из столицы в его загородный дом в Кэнонбери и потребовать за него громадный выкуп — более 50 тысяч фунтов стерлингов; затея сорвалась из-за того, что купец задержался в Лондоне. Королева Елизавета посетила Спенсера в Кэнонбери в 1581 году.
В 1583—1584 годах Спенсер занимал пост главного шерифа Лондона. В этом качестве ему пришлось преследовать католиков в Холборне и округе, оправдываться перед советом из-за ареста музыкантов королевы. 9 августа 1587 года Спенсер был избран олдерменом округа Лэнгборн, в 1594—1595 годах он занимал пост лорда-мэра Лондона. Известно, что на этом посту Спенсер столкнулся с большим дефицитом бюджета. Перед истечением срока полномочий его посвятили в рыцари.
Сэр Джон был женат на Элис Бромфилд. В этом браке родилась дочь Элизабет, ставшая единственной наследницей огромного состояния. Когда на руку девушки начал претендовать Уильям Комптон, 2-й барон Комптон (впоследствии 1-й граф Нортгемптон), Спенсер ему отказал. Тогда барон добился заключения сэра Джона во Флитской тюрьме (1599), а позже похитил невесту в корзине для хлеба и женился на ней. Единственного сына сэр Уильям назвал в честь тестя. Тот ещё долго был настроен враждебно, и относительное примирение произошло только благодаря вмешательству королевы Елизаветы.
Спенсер умер 3 марта 1610 года в преклонном возрасте, причём супруга пережила его всего на 24 дня. Сэр Джон оставил дочери громадное состояние, включавшее, по разным данным, 500 или 800 тысяч фунтов стерлингов, а также ряд поместий. Вопреки обыкновениям своей эпохи, он ничего не завещал на благотворительность.